# Gruta da Canada do Pedroso
A Gruta da Canada do Pedroso é uma gruta portuguesa localizada na freguesia do Norte Pequeno, concelho da Calheta, ilha de São Jorge, arquipélago dos Açores.
Esta cavidade apresenta uma geomorfologia de origem vulcânica em forma de tubo de lava localizado em campo de lava.
Este acidente geológico tem uma largura máxima de 3 m. por uma altura também máxima de 1,2 m.